# Piekary Śląskie (przystanek kolejowy)
Piekary Śląskie – nieczynny przystanek kolejowy w Piekarach Śląskich, w woj. śląskim, w Polsce.